# دعسوقة ذات سبع نقاط
دعسوقة ذات سبع نقاط أو أبو العيد ذو سبع نقاط (الاسم العلمي: Coccinella septempunctata)، هي نوع من الحشرات تتبع جنس دعسوقة من فصيلة الدعسوقيات من ضمن رتبة الخنافس، تستوطن في مناطق أوروبا وهي حشرة مفترسه لحشرات المن الضارة، وتستخدم في مجال المكافحة الأحيائية في بلدان متعددة. هي صغيرة الحجم حيث يصل طول الجسم ما بين 3-5 ملم. وتتميز بلونها الأصفر أو الأحمر المُزين بسبع نقاط سوداء، ثلاثة منها على كل غمد وواحدة مشتركة توجد بين الغمدين من الناحية الأمامية، أما الرأس والصدر فلونهما أسود، وتوجد على الصدر بقعتان صفراوتان على الجانبين.

## التكاثر
تضع إناث هذه الحشرة بيضها المستدير ذو اللون الأصفر في مجاميع صغيرة علي أوراق النباتات المصابة بالمن والذي هو غذاء لها. يفقس البيض لتخرج منه اليرقات الصغيرة، والتي تتغذى على تلك الآفات، واليرقة عريضة من الأمام مستدقة نحو طرفها الخلفي ولونها أسود أو رمادي غامق عليها بقع صفراء. تنسلخ اليرقة أربع مرات، ثم تتحول إلي عذراء والتي تخرج منها الحشرة الكاملة بعد ذلك.

## معرض الصور

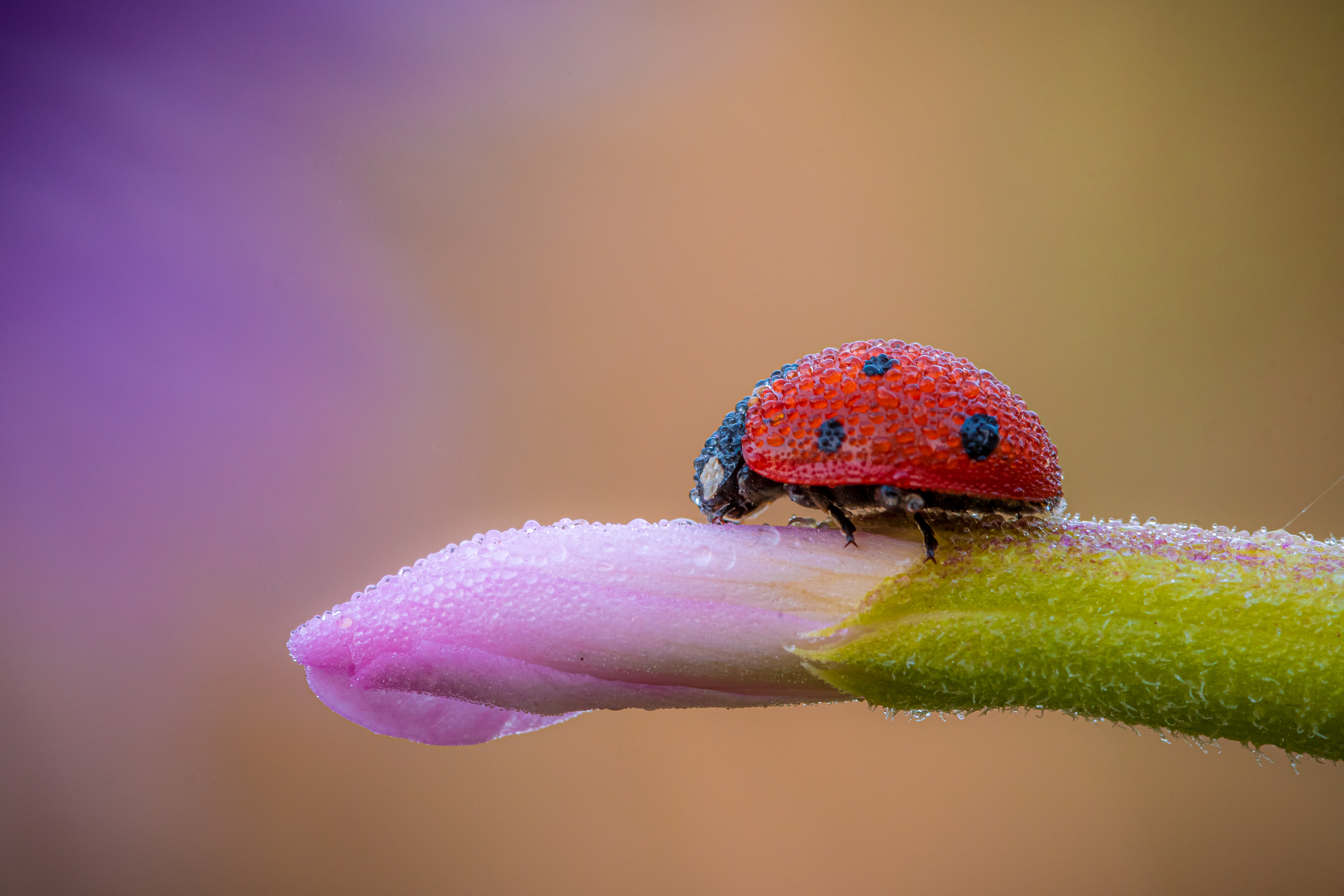
دعسوقة ذات سبع نقاطٍ مغطاةٌ بالندى فوق زهرة. التقطت الصورة في محمية فيرنهايمر فالدهايد الخاصة بألمانيا.